# Côme Ledogar
Côme Ledogar (Annecy, 23 mei 1991) is een Frans autocoureur. In 2016 werd hij kampioen in de Blancpain GT Series Endurance Cup en in 2021 won hij de 24 uur van Spa-Francorchamps.

## Carrière

### Formuleracing
Ledogar begon zijn autosportcarrière in 2007 op zestienjarige leeftijd met zijn debuut in de Belgische Formule Renault 1.6, waarin hij twee races voor het team Thierry Boutsen Energy Racing reed. In 2008 stapte hij over naar de Formul'Academy Euro Series. Hij behaalde vier overwinningen: twee op het Snetterton Motor Racing Circuit en een op zowel het Circuit de Nevers Magny-Cours en het Circuit Bugatti. Met 120,5 punten werd hij achter Arthur Pic tweede in het kampioenschap.
In 2009 maakte Ledogar de overstap naar de Europese Formule BMW, waarin hij voor het team DAMS uitkwam. Twee vijfde plaatsen op de Hungaroring en het Circuit de Spa-Francorchamps waren zijn beste resultaten, waardoor hij met 50 punten zeventiende in het klassement werd. In 2010 bleef hij actief in het kampioenschap en stapte hij over naar Eifelland Racing. Dat jaar stond hij drie keer op het podium op het Circuit Park Zandvoort, Spa-Francorchamps en het Autodromo Nazionale Monza. Met 188 verbeterde hij zichzelf naar de zesde plaats in de eindstand.
In 2011 stapte Ledogar over naar de Eurocup Formule Renault 2.0, waarin hij voor R-ace GP uitkwam. Hij kende een lastig seizoen, waarin een zevende plaats op het Motorland Aragón zijn beste resultaat was. Met 9 punten werd hij negentiende in het kampioenschap. Tevens reed hij dat jaar voor R-ace in vier van de acht raceweekenden van de Formule Renault 2.0 NEC. Hij behaalde een podiumplaats op Zandvoort en werd met 91 punten ook hier negentiende in het kampioenschap.
In 2012 maakte Ledogar de overstap naar de sportwagens en nam hij deel aan de Franse Porsche Carrera Cup voor het team Pro GT by Alméras. Hij won vier races: drie op het Circuit du Val de Vienne en een op het Circuit de Lédenon. Met 231 punten werd hij achter Jean Karl Vernay tweede in de eindstand. In 2013 bleef hij actief in de klasse, maar stapte hij over naar Sébastien Loeb Racing. Dit jaar won hij twee races op Le Mans en het Circuit de Pau-Ville, waardoor hij met 118 punten naar de vijfde plaats in het klassement zakte. In 2014 keerde hij terug naar Alméras en werd hij met 188 punten gekroond tot kampioen met zes zeges: twee op Magny-Cours en een op Le Mans, het Autodromo Internazionale Enzo e Dino Ferrari, Lédenon en het Circuit Paul Armagnac.

### Sportwagens

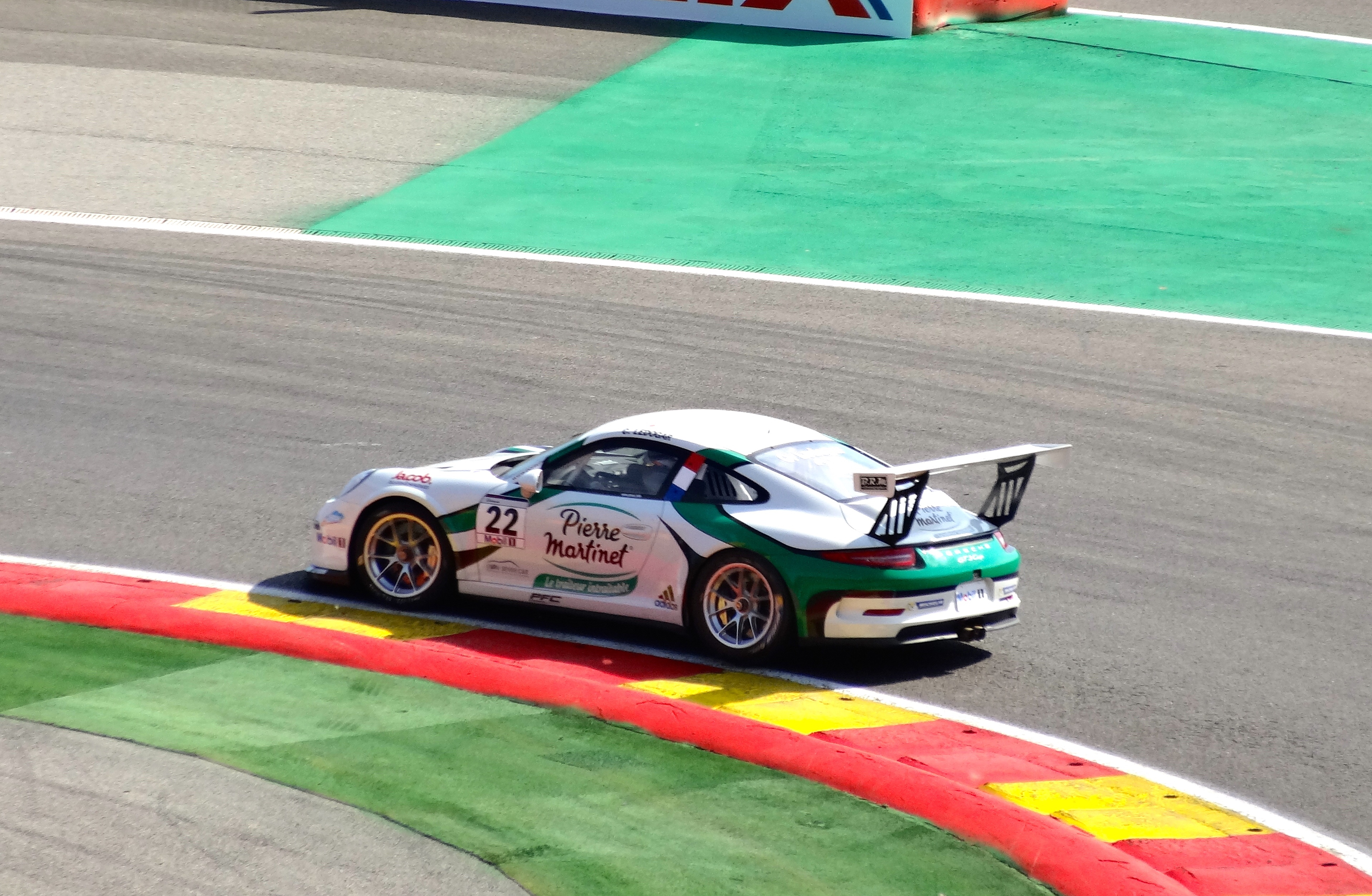
Côme Ledogar op het Circuit de Spa-Francorchamps in 2015.

In 2015 reed Ledogar een dubbel programma in de Porsche Supercup en de Italiaanse Porsche Carrera Cup. In de Supercup reed hij voor het team Martinet by Alméras. Hij stond op de Hungaroring op het podium en werd met 81 punten achtste in het eindklassement. In de Carrera Cup won hij vier races op Monza, Imola, het Misano World Circuit Marco Simoncelli en het Circuit Mugello. Met 182 punten werd hij achter Riccardo Agostini tweede in het kampioenschap.
In 2016 bleef Ledogar actief in de Italiaanse Porsche Carrera Cup. Voor het team Tsunami RT won hij zes races, twee op Imola, Mugello en het Autodromo Vallelunga elk. Met 227 punten werd hij kampioen in de klasse. Tevens werd hij fabriekscoureur bij McLaren en kwam hij uit in vijf van de zeven races van de International GT Open voor het team Garage 59. Hij won, samen met Alexander West, de race op Monza en werd met 81 punten achtste in het klassement. Daarnaast reed hij in de Blancpain GT Series Endurance Cup als teamgenoot van Rob Bell en Shane van Gisbergen. Hij behaalde twee overwinningen op Monza en het Circuit Paul Ricard en werd met 68 punten gekroond tot kampioen.
In 2017 richtte Ledogar zich meer op de GT Open, waarin hij opnieuw als teamgenoot van West bij Garage 59 reed. Hij won twee races op de Hungaroring en op Monza en werd met 60 punten derde in het kampioenschap. In de Blancpain GT Series Endurance Cup reed hij samen met Bell voor Strakka Racing, waar hij een moeilijk seizoen kende. Een negende plaats in de seizoensopener op Monza was zijn enige puntenfinish, waardoor hij op plaats 44 in het klassement eindigde.
In 2018 keerde Ledogar in de Endurance Cup terug bij Garage 59, waar hij de teamgenoot van Ben Barnicoat en Andrew Watson werd. Hij behaalde een podiumplaats op Paul Ricard en eindigde met 19 punten op plaats 24 in het eindklassement. Daarnaast maakte hij dat jaar zijn debuut in de 24 uur van Le Mans, waarin hij in de LMP2-klasse voor het team Jackie Chan DC Racing de auto met Ricky Taylor en David Heinemeier Hansson deelde. Na 195 ronden moest zijn inschrijving vanwege motorproblemen uitvallen.

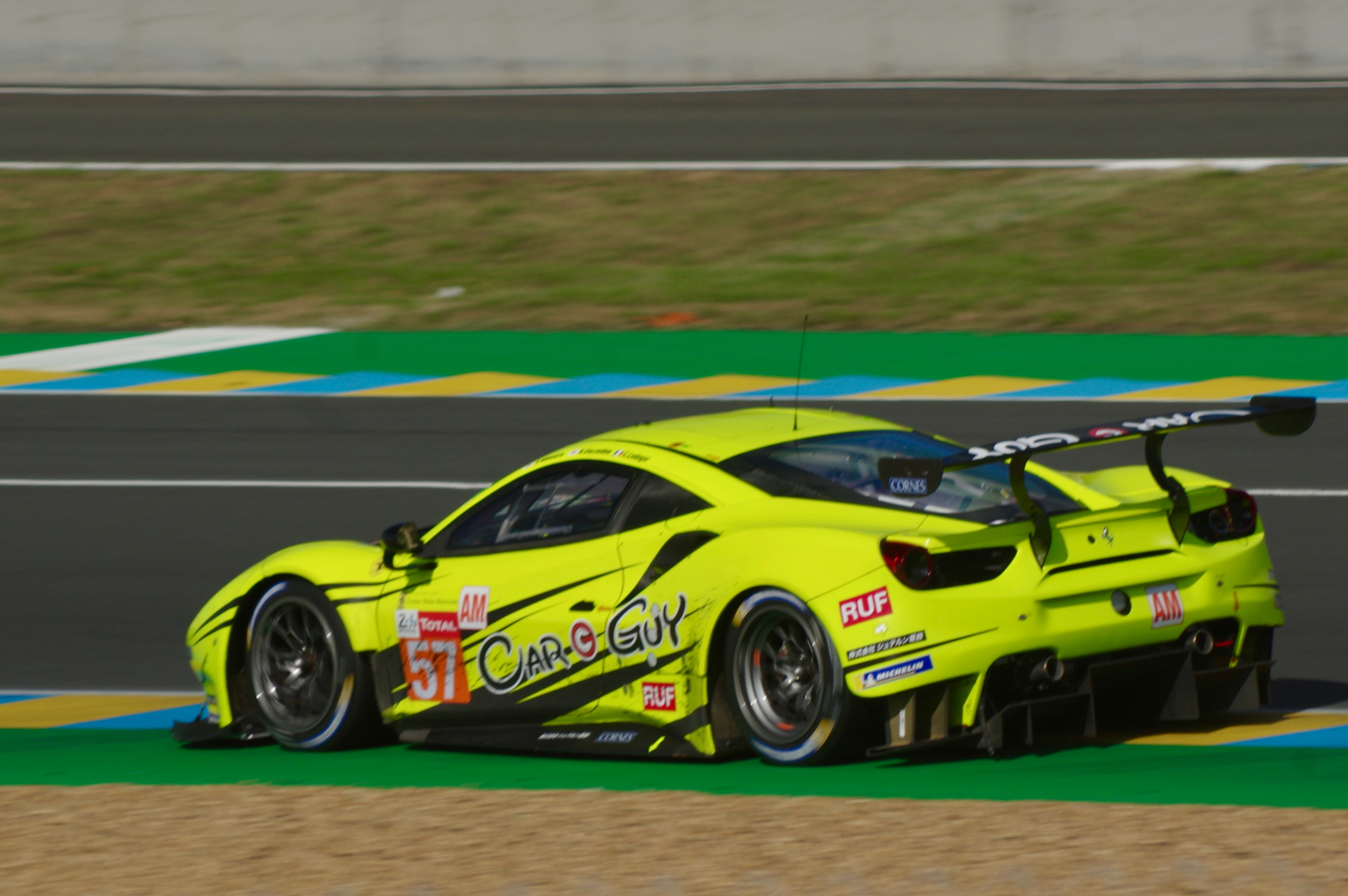
Côme Ledogar in de 24 uur van Le Mans in 2019.

In 2019 stapte Ledogar over van McLaren naar Aston Martin en kwam hij voor Garage 59 uit in de Blancpain GT Series Endurance Cup als teamgenoot van Watson en Jonny Adam. Een negende plaats in de seizoensopener op Monza was zijn beste resultaat en hij eindigde met 2 punten op plaats 33 in het klassement. Tevens reed hij in twee races van de Intercontinental GT Challenge naast West en Chris Goodwin. Verder keerde hij terug in de Franse Porsche Carrera Cup met het Team 85 Bourgoin Racing, waar hij met een overwinning op Misano en 178 punten vierde in de eindstand werd. In de 24 uur van Le Mans reed hij samen met Takeshi Kimura en Kei Cozzolino voor Car Guy Racing, waarin hij als vijfde in de LMGTE Am-klasse eindigde.
In 2020 begon Ledogar het jaar in de 12 uur van Bathurst, waarin hij niet aan de finish kwam. Tevens reed hij in drie races van de Asian Le Mans Series en behaalde hierin een zege op The Bend Motorsport Park. Vervolgens reed hij op Silverstone in een race van de Porsche Supercup. In de 24 uur van Le Mans reed hij voor Luzich Racing, waar hij samen met Oswaldo Negri jr. en Francesco Piovanetti zevende in de LMGTE Am-klasse werd. In de GT World Challenge Europe Endurance Cup, de opvolger van de Blancpain GT Series Endurance Cup, reed hij voor AF Corse in de seizoensfinale op Paul Ricard, die hij samen met Tom Blomqvist en Alessandro Pier Guidi wist te winnen.
In 2021 won Ledogar op het Dubai Autodrome voor Car Guy Racing een race in de Asian Le Mans Series, waardoor hij zesde in de eindstand werd. In de GT World Challenge Europe Endurance Cup deelde hij bij Iron Lynx de auto met Pier Guidi en Nicklas Nielsen. Hij won de 24 uur van Spa-Francorchamps en werd met 83 punten gekroond tot kampioen in de klasse. Verder werd hij samen met Pier Guidi kampioen in de Intercontinental GT Challenge. In de 24 uur van Le Mans reed hij met Pier Guidi en James Calado voor AF Corse in de LMGTE Pro-klasse en won hij de race.
In 2022 reed Ledogar voor Dinamic Motorsport in de eerste drie races van de GT World Challenge Europe Endurance Cup als teamgenoot van Klaus Bachler, Matteo Cairoli en Thomas Preining, waarin een zesde plaats in de seizoensopener op Imola zijn beste resultaat was. Ook nam hij voor Inception Racing deel aan de LMGTE Am-klasse van de 24 uur van Le Mans met West en Marvin Klein als teamgenoten, maar hij moest na 190 ronden met motorproblemen uitvallen. In 2023 nam hij enkel deel aan de 24 uur van de Nürburgring, maar haalde hierin de finish niet.